# Forte Castellaccio (Messina)
Il forte Castellaccio, conosciuto un tempo come Castel Reale è una fortezza situata a Messina, in Sicilia.
Fu costruito durante il XVI secolo, progettato dall'architetto Antonio Ferramolino da Bergamo.

## Storia
Il forte Castellaccio sorge sulla cima di un colle a Gravitelli. Venne fatto costruire intorno al 1547-1557, da Juan de Vega Viceré di Sicilia nell'ambito della realizzazione di un imponente sistema difensivo esteso all'intera città. Il progetto venne ordinato dall'Imperatore Carlo V d’Asburgo; il quale lamentò lo scarso sistema difensivo della città quando la visitò durante il suo lungo viaggio in Sicilia e poi per tutta la penisola. Nel 1674, durante la rivolta antispagnola, fu preso d’assalto dai messinesi. 
Nel 1848 venne conquistato dai messinesi durante la rivolta contro i borboni. Il forte fu danneggiato dal terremoto del 1908.
Negli anni '40 il forte fu riscoperto e, nel dopoguerra, venne dato in concessione alla Città del Ragazzo, un ente che si occupava degli orfani della città, diretto da Padre Nino Trovato, che trasformò il forte in Villa Pia, una colonia per ragazzi orfani del periodo post-bellico.
L’edificio fu completamente modificato con l’introduzione dell’elettricità e dell’acqua corrente, sacrificando però l’originalità del forte. Tra le modifiche strutturali più significative vi furono lo smantellamento di una parte delle fortificazioni bastionate, che in origine erano ripiene di sabbia per resistere agli attacchi dell’artiglieria nemica, e la costruzione di una cappella al loro posto. Dietro il forte furono realizzati abusivamente dormitori per gli orfani e persino una palestra.
Dopo la morte di padre Nino Trovato, il forte venne completamente abbandonato. Nel corso degli anni, diversi sindaci hanno promesso la rigenerazione del forte, tuttavia la struttura rimane in totale stato di abbandono.

## Descrizione
A pianta quadrangolare, la progettazione della fortezza è attribuita all'architetto militare Antonio Ferramolino, stretto collaboratore del viceré, che portò nell'isola le nuove forme delle fortificazioni moderne a struttura bastionata. 